# Francesca Calò
Francesca Calò (geboren am 25. Mai 1995) ist eine Schweizer Fussballspielerin. Sie spielt für die SPG Altach/Vorderland und ist Schweizer Nationalspielerin. Ihre Position ist Innenverteidigerin.

## Leben und Karriere
Calò stammt aus dem Kanton Bern. Sie spielte zunächst bei den BSC Young Boys, wo sie jahrelang Captain war. Danach wechselte sie nach Deutschland zu Werder Bremen und anschliessend zum 1. FC Köln. Danach erfolgte der Wechsel zur SPG SCR Altach / FFC Vorderland. Sie ist dort seit dem 1. Juli 2022 als Verteidigerin tätig. Francesca Calòs Vertrag dort läuft bis zum 30. Juni 2024 und ihr aktueller Marktwert beträgt 20 000 Euro.
Am 2. März 2018 gab am Zypern-Cup gegen Finnland ihr Länderspieldebüt.